# تاکویا فوجیوکا
تاکویا فوجیوکا (انگلیسی: Takuya Fujioka; ۴ سپتامبر ۱۹۳۰ – ۲۰ اکتبر ۲۰۰۶) بازیگر اهل ژاپن بود.